# Doryteuthis surinamensis
Doryteuthis surinamensis is een inktvissensoort uit de familie van de Loliginidae. De wetenschappelijke naam van de soort is voor het eerst geldig gepubliceerd in 1974 door Voss.